# Jacotitypus apiatus
Jacotitypus apiatus är en stekelart som först beskrevs av Tosquinet 1896.  Jacotitypus apiatus ingår i släktet Jacotitypus och familjen brokparasitsteklar. Inga underarter finns listade i Catalogue of Life.